# Enclave de Roales y Quintanilla

Situación del Enclave de Roales y Quintanilla en la provincia de Valladolid (a la izquierda, rodeado de tierras de las provincias de Zamora y León). El otro enclave, situado al norte de Mayorga, es la Dehesa de San Llorente, dentro de la provincia de León.

El Enclave de Roales y Quintanilla es un enclave perteneciente a la provincia de Valladolid que se ubica geográficamente entre las provincias de Zamora y León, en la comunidad autónoma de Castilla y León, España. Se encuentra completamente rodeado por tierras de la provincia de Zamora y de la provincia de León al norte y tiene una extensión de 37,37 km². Está formado por dos municipios: Roales de Campos (22,7 km² y 163 habitantes en 2017) y Quintanilla del Molar (14,67 km² y 63 habitantes en 2017) de los que toma su nombre, formando parte de la comarca de Tierra de Campos. Es uno de los 26 enclaves de España. Junto a la Dehesa de San Llorente forman los 2 enclaves pertenecientes a la provincia de Valladolid.

## Ubicación

Escudo de Quintanilla del Molar, que junto a Roales de Campos son los 2 municipios que integran el enclave.

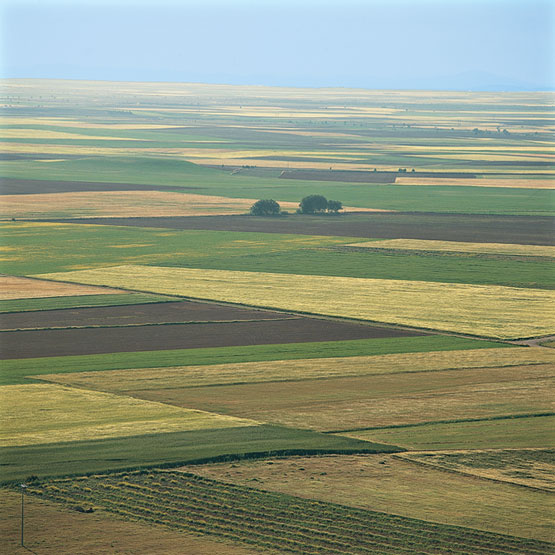
Paisaje típico de Tierra de Campos y similar al del enclave.

Se encuentra rodeada por los municipios de Vega de Villalobos (al sur), San Miguel del Valle (este), Villanueva del Campo (oeste) y Valderas (norte). Los 3 primeros municipios corresponden a la provincia de Zamora y el último a la provincia de León.
Entre Roales y Quintanilla hay 6 km de distancia. Por Roales pasa el arroyo de Caracuevas y el río Cea y por Quintanilla el río de la Vega. Está a una altitud de unos 740 metros sobre el nivel del mar.

## Historia
Debido a la mala cartografía de la época, estas localidades no figuraban en el mapa base para la división de 1833, pero se decidió incorporarlas a Valladolid ya que dependían del partido de Villalón, perteneciente a esta provincia. Por lo tanto se convirtió en uno de los 33 enclaves de España, siendo de los más grandes y conocidos.
En la época franquista hubo un intento de incorporar este territorio a la provincia de León por parte de un párroco leonés, pero acabó prontamente desbaratado por la oposición de un médico local con buenos contactos con el Régimen.
Actualmente no hay problemas políticos por esta situación debido a que ambas provincias pertenecen a la misma comunidad autónoma (Castilla y León). Por ejemplo la iglesia de Roales depende del Obispado de León y tiene adjudicado un párroco de Zamora, el de San Miguel del Valle, mandado por la Diócesis de Zamora. Judicialmente dependen del Partido judicial de Medina de Rioseco (provincia de Valladolid).

## Economía
La economía de estos dos municipios del enclave se basa en la ganadería (ovejas) y el vino (de Roales de Campos). La zona es atravesada por la  N-610 .